# Ignacy Pinkas
Ignacy Pinkas (ur. 12 grudnia 1888 w Jaśle, zm. 3 sierpnia 1935 w Krakowie) – polski malarz

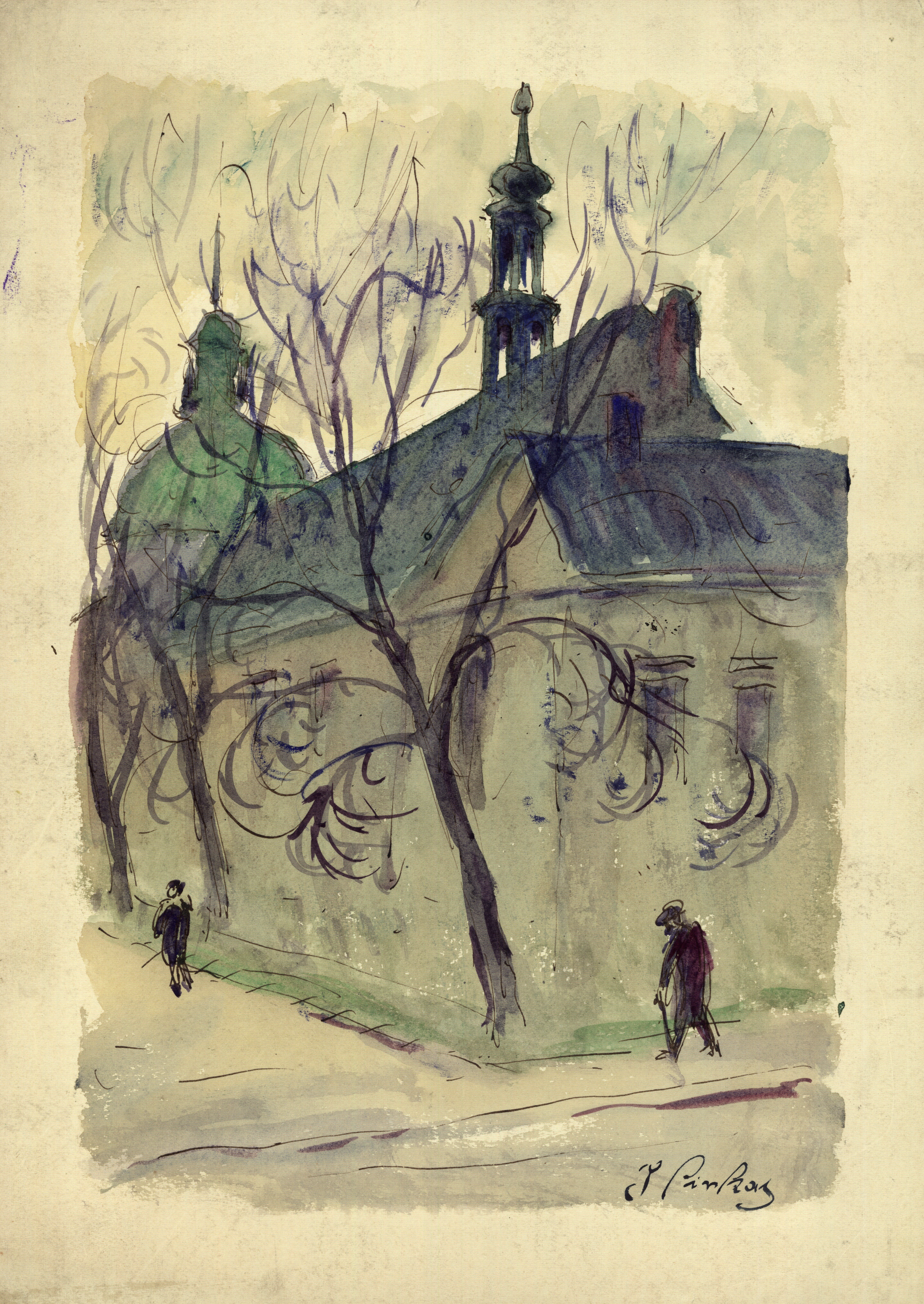
Ulica przy kościele, Ignacy Pinkas

W wieku osiemnastu lat razem z rodziną przeprowadził się do Krakowa, gdzie pracował dorywczo wykonując różne prace m.in. był aktorem w teatrze objazdowym. Od dzieciństwa wykazywał talent plastyczny, gdy w 1907 namalował portret arcyksięcia Franciszka Józefa uzyskana ze sprzedaży kwota pozwoliła mu rok później zostać wolnym słuchaczem na krakowskiej Akademii Sztuk Pięknych. Jego wykładowcami byli Stanisław Dębicki i Jacek Malczewski, po trzech latach wyjechał do Paryża. W 1912 powrócił i wstąpił do Związku Strzeleckiego „Strzelec”. 17 sierpnia 1914 wstąpił do I Brygady Legionów Polskich, a następnie walczył w szeregach 1 pułku artylerii. Po powstaniu Polskiego Korpusu Posiłkowego wszedł w jego szeregi, a następnie 14 lutego 1918 został internowany w obozie w Witkowicach. Przez cały przebieg służby tworzył, były to głównie portrety dowódców i towarzyszy broni. W 1919 pełniąc rolę rysownika wojskowego uczestniczył w wyprawie dywizji dowodzonej przez gen. Lucjana Żeligowskiego na Wilno, przebywając tam stworzył cykl pejzaży ukazujących Wilno i jego przedmieścia. Po 1920 Ignacy Pinkas skupił się na twórczości, podróżował do Pragi, Warszawy, Lwowa i Wilna, a także nad Bałtyk i do Francji. Był członkiem krakowskiej Sekcji Plastyków Związku Legionistów. W 1930 u artysty rozpoznano gruźlicę, pięć lat później podczas pobytu w uzdrowisku w Bystrej Śląskiej stan Ignacego Pinkasa znacznie się pogorszył. 17 lipca 1935 został przewieziony do Krakowa gdzie zmarł 3 sierpnia.